# Metal Slug (jeu vidéo, 1996)
Pour le jeu du même nom de 2006, voir Metal Slug (jeu vidéo, 2006). Pour la série éponyme, voir Metal Slug.
Metal Slug (sous-titré Super Vehicle-001) est un jeu vidéo de type run and gun développé par Nazca et édité par SNK en 1996 sur Neo-Geo MVS, Neo-Geo AES et Neo-Geo CD (NGM 201). C'est le premier épisode de la série Metal Slug,,.
Metal Slug est un jeu vidéo d'arcade, de type shoot 'em up ou qui peut également être désigné par run and gun, paru à l'origine sur Neo-Geo MVS. Le jeu est similaire dans son principe à Contra et mêle humour décalé et action.

## Scénario
En 2028, Marco Rossi, soldat mercenaire de l'Armée Régulière, membre de l'escouade des Peregrine Falcons, a pour mission de délivrer des soldats américains prisonniers du général Donald Morden, caricature de Saddam Hussein. Celui-ci et son armée rebelle ont pour but d'asservir la planète et devenir les maîtres du monde.

## Système de jeu
Le jeu est un Shoot them up avec un scrolling sur la droite. Le joueur dirige un personnage équipé de plusieurs armes. Pour avoir une chance d'atteindre la fin du niveau, il est nécessaire de tirer quasiment sans cesse tellement l'action est soutenue. À la fin de chaque niveau se trouve un boss gigantesque, presque aussi grand que l'écran et assez dur à vaincre. Les ennemis arrivent en grande partie par la droite, mais aussi par le ciel. Plusieurs armes sont disponibles. Le personnage peut aussi utiliser un couteau au corps à corps. Il est aussi possible d'utiliser un char nommée le Metal Slug, une espèce de gros char gris qui a une paire de Vulcan Cannons ainsi qu'un canon. Il a une barre de vie visible en haut de l'écran et dès qu'elle est vide, vous devez sortir du véhicule avec le bouton de saut car il va exploser. Si vous le ramenez intacte jusqu'à la fin du niveau, vous gagnez 10 000 points bonus sur votre score final.

## Développement
Designer
Akio, Susumu, Max.D, Tomohiro, T. Okui, Kozo.
Planificateurs
Meeher, Hire-Nag.
Son
Hiyamuta (Hiya!), Jim.
Programmeurs
Hamachan, Andy A. Kurooka, T. Yokota, H. Yamada, Pierre.

## Rééditions
- Xbox Live Arcade
- Console virtuelle (Japon, Amérique du Nord, Europe)
- PlayStation (1997)
- PlayStation Portable, Wii, PlayStation 2 (2006, The Metal Slug Collection)
- PlayStation 2 et PlayStation Portable, (2008, SNK Arcade Classics 1)
- Saturn (1997)

## Postérité
Si Metal Slug compte des visuels en deux dimensions parmi les plus détaillés et des sprites parmi les plus gros de son époque il n'est pas cependant notable pour les innovations qu'il a apporté au genre, puisque d'autres franchises au gameplay similaire comme Contra ou Gunstar Heroes existaient déjà avant sa création. Il est aussi l'un des jeux de cette période comportant les ralentissements les plus importants. La possibilité d'utiliser autant de RAM que possible, a permis aux développeurs de créer des animations de haute qualité, et de donner dès sa sortie un assez retro aux visuels, malgré leur modernité